# Chlorocichla
Chlorocichla – rodzaj ptaków z rodziny bilbili (Pycnonotidae).

## Występowanie
Rodzaj obejmuje gatunki występujące w Afryce Subsaharyjskiej.

## Morfologia
Długość ciała 18–21,5 cm, masa ciała samców 34,5–54,5 g, samic 29–55 g.

## Systematyka

### Etymologia
Greckie χλωρος khlōros – bladozielony, żółty; κιχλη kikhlē – drozd.

### Podział systematyczny
Do rodzaju należą następujące gatunki:
- Chlorocichla laetissima (Sharpe, 1899) – żółtobrzuch złoty
- Chlorocichla prigoginei DeRoo, 1967 – żółtobrzuch oliwkowy
- Chlorocichla flaviventris (A. Smith, 1834) – żółtobrzuch okularowy
- Chlorocichla falkensteini (Reichenow, 1874) – żółtobrzuch czerwonooki
- Chlorocichla simplex (Hartlaub, 1855) – żółtobrzuch białogardły